# Carmilla
Carmilla, även kallad En läkares vittne, är en svensk dramafilm från 1968 i regi av Claes Fellbom. I huvudrollen som Carmilla ses Monica Nordquist.
Manus skrevs av Fellbom tillsammans med Yvonne Andersson och Fellbom komponerade också musiken tillsammans med Guy Öhrström. Åke Dahlqvist var fotograf och Lars Lundberg klippare. Filmen hade premiär den 2 december 1968 på biografen Centrum i Eskilstuna. Distributionsbolaget gick någon gång därefter i konkurs. I januari 1970 dök filmen upp i Malmö, distribuerad av det nya bolaget Succéfilm och hade då försetts med den nya titeln En läkares vittne. Den distribuerades även till Tyskland, Frankrike, England och USA.

## Handling
Gunnar Wahlström (Erik Hell) blir påkörd och dödad av en bilist som smiter från platsen. Den unga flickan Carmilla (Monica Nordquist) bevittnar dock händelsen. Den döde mannen är hennes styvfar, som hon haft ett förhållande med sedan modern dött. Innan olyckan hade de grälat.
Carmilla lyckas identifiera smitaren som läkarhustrun fru Ek (Öllegård Wellton). För att Carmilla inte ska gå till polisen får hon bo hos läkarparet. Herr Ek (Birger Malmsten) inleder dock ett förhållande med den nya gästen och i ett svartsjukeutbrott sätter hustrun eld på badhuset där herr Ek och Carmilla befinner sig.

## Rollista
- Monica Nordquist – Carmilla
- Birger Malmsten – läkare Per Ek
- Öllegård Wellton	Maria, fru Ek
- Erik Hell	– Gunnar Wahlström, styvfar till Carmilla
- Lissi Alandh – klubbvärdinna
- Håkan Ernesto Söderberg – stadsingenjören
- Sten Ardenstam – gäst på fest
- Manne Grünberger – gäst på fest
- Anders Näslund – gäst på fest

### Fotnoter
1. 1 2 3 4  ”Carmilla”. Svensk Filmdatabas. http://www.sfi.se/sv/svensk-filmdatabas/Item/?itemid=4802&type=MOVIE&iv=Basic&ref=/templates/SwedishFilmSearchResult.aspx?id%3d1225%26epslanguage%3dsv%26searchword%3dcarmilla%26type%3dMovieTitle%26match%3dBegin%26page%3d1%26prom%3dFalse. Läst 10 mars 2013.